# Texarkana (Arkansas)
Texarkana je město ve Spojených státech amerických. Nachází se v okrese Miller County, jehož je zároveň správním městem, ve státě Arkansas. Ve městě žije přibližně 29 tisíc obyvatel a jeho rozloha činí 108,4 km². Leží v jihozápadní části státu na hranici se státem Texas, přes kterou přímo sousedí se stejnojmenným městem Texarkana, přičemž tato města tak spolu tvoří dvojměstí. Dále se nachází 230 kilometrů jihozápadně od města Little Rock, 116 kilometrů severně od Shreveportu v Louisianě a 290 kilometrů severovýchodně od Dallasu v Texasu. 
Je součásti regionu zvaného Ark‑La‑Tex v ekoregionu Piney Woods severně od Nížiny Mexického zálivu. Založeno bylo v prosinci 1873. Město je lokálním sídlem zemědělství v regionu, kromě toho je také regionálním centrem obchodu. Největším zaměstnavatelem ve městě je Red River Army Depot. Nachází se zde pobočka univerzity University of Arkansas Hope-Texarkana. Převažuje zde vlhké subtropické podnebí. V roce 2020 tvořili 55 % obyvatel běloši, 35 % Afroameričané, a asi 5 % Hispánci. Leží zde Regionální letiště Texarkana. Sousedními obcemi sídla jsou Texarkana.

## Rodáci
- Black Bart (wrestler) (1948–2025) – americký wrestler